# Пол Кінґсмен
Пол Кінґсмен (англ. Paul Kingsman, 15 червня 1967) — новозеландський плавець.
Призер Олімпійських Ігор 1988 року, учасник 1984 року.
Призер Пантихоокеанського чемпіонату з плавання 1987, 1989 років.
Призер Ігор Співдружності 1986, 1990 років.